# Liste der Mitglieder der American Academy of Arts and Sciences/1781
Im Jahr 1781 wählte die American Academy of Arts and Sciences 25 Personen zu ihren Mitgliedern.

## Neugewählte Mitglieder
- François Marquis Barbé-Marbois (1745–1837)
- Joseph Brown (1733–1785)
- François Jean Chastellux (1734–1788)
- Antoine Court de Gébelin (1725–1784)
- Richard Cranch (1726–1811)
- Manasseh Cutler (1742–1823)
- Jean le Rond d’Alembert (1717–1783)
- Timothy Danielson (1733–1791)
- Anne Cesar de la Luzerne (1741–1791)
- Timothy Edwards (1738–1813)
- Benjamin Franklin (1706–1790)
- Benjamin Gale (1715–1790)
- Elbridge Gerry (1744–1814)
- Ebenezer Hazard (1744–1817)
- Simeon Howard (1733–1804)
- Joseph Jérôme Lefrançais de Lalande (1732–1807)
- Benjamin Lincoln (1733–1810)
- Samuel Osgood (1748–1813)
- Theophilus Parsons (1750–1813)
- Eliphalet Pearson (1752–1826)
- Ezra Stiles (1727–1795)
- Pehr Wilhelm Wargentin (1717–1783)
- John Warren (1753–1815)
- George Washington (1732–1799)
- Benjamin West (1730–1813)